# Pieter Sjoerds Gerbrandy
Pieter Sjoerds Gerbrandy (născut Pieter Gerbrandij; n. 13 aprilie 1885, Goaiïngamieden⁠(d), Provincia Frizia, Țările de Jos – d. 7 septembrie 1961, Haga, Olanda de Sud, Țările de Jos) a fost un om politic neerlandez, membru al Partidului Antirevoluționar (ARP). El a îndeplinit funcția de prim-ministru al Țărilor de Jos din 3 septembrie 1940 până în 25 iunie 1945. Pe 5 aprilie 1955 i s-a acordat titlul onorific de Ministru de Stat.

## Primii ani
Pieter Sjoerds Gerbrandy s-a născut pe 13 aprilie 1885 în satul Goënga din apropiere de Sneek, în provincia Frizia a Țărilor de Jos. El era un etnic frizon, iar numele lui este scris în stilul tradițional frizon: prenumele („Pieter”), patronimicul („Sjoerds”, care înseamnă „fiul lui Sjoerd”) și numele de familie (Gerbrandy). De altfel, numele Gerbrandy este, de asemenea, un patronim; stră-străbunicul Jouke Gerbrens (1769-1840) și-a luat numele de familie „Gerbrandy” (cu sufixul -y, care suna mai frumos și înseamnă „fiul lui”) pe 30 decembrie 1811.

## Activitate politică
Din 1920 până în 1930, el a făcut parte din Parlamentul provinciei Frizia ca reprezentant al Partidului Antirevoluționar (ARP) și a devenit profesor la Vrije Universiteit Amsterdam (1930). Neținând cont de sfatul partidului său, a acceptat funcția de ministru al justiției (1939).

### Al Doilea Război Mondial
Familia regală și mulți politicieni de frunte ai Țărilor de Jos au fugit la Londra în 1940. Acolo, ei au format un guvern în exil. După ce primul ministru De Geer a demisionat, în urma acuzațiilor de defetism, regina Wilhelmina l-a desemnat pe Gerbrandy ca prim-ministru al guvernului neerlandez în exil, deținând concomitent portofoliile de ministru al justiției, al coloniilor și al războiului. La inițiativa sa, guvernul neerlandez a început să transmită comunicate la Radio Oranje. Această stație furniza populației neerlandeze informații din lumea liberă, în timpul ocupației Țărilor de Jos de către Germania Nazistă. Gerbrandy a devenit o figură inspiratoare pentru cetățenii neerlandezi în timpul perioadei războiului și, astfel, a fost distins cu o medalie pentru curaj în 1950 și înnobilat de către alteța sa regală prințesa Wilhelmina (fosta regină).

### După război
În 1945, după eliberarea sudului țării, el a format un nou cabinet, fără socialiști, care s-a presupusa a fi strict subordonat administrației militare. El a demisionat după eliberarea completă a țării. S-a opus ferm politicii indoneziene a guvernului și în perioada 1946-1950 a prezidat Comitetul Național pentru Menținerea Unității Regatului, care era împotriva desprinderii Indoneziei și susținea ideea constituirii Republicii Maluku de Sud.
În 1950 a publicat cartea „Indonesia”. Această carte explică o mare parte a istoriei Indiilor Neerlandeze de Est de la 1600 până în 1948, incluzând capitolele: Indiile sub administrația neerlandeză, Statul de Drept, Ocupația japoneză și Haosul.
Fiecare secțiune include observații detaliate referitoare la fiecare perioadă istorică.
În 1948 a fost reales în Parlamentul Neerlandez. Cu toate acestea, din cauza temperamentul său aprins, s-a înstrăinat de ceilalți membri ai partidului. În 1956 a fost membru al comisiei care a investigat afacerea Greet Hofmans. În 1959, el a demisionat din funcția de membru al Parlamentului.
Pieter Sjoerds Gerbrandy a murit pe 7 septembrie 1961 în Haga, la vârsta de 76 de ani.

## Decorații
| Onoruri naționale |                                                     |            |                                  |
| Baretă            | Ordin                                               | Dată       | Comentariu                       |
|                   | Marea Cruce de Cavaler al Ordinului Leul Neerlandez | 6 mai 1946 | Înaintat de la gradul de cavaler |